# Леонув (Люблінське воєводство)
Леонув (пол. Leonów) — село в Польщі, у гміні Рейовець Холмського повіту Люблінського воєводства. Населення — 251 особа (2011).

## Історія
За даними етнографічної експедиції 1869—1870 років під керівництвом Павла Чубинського, населення села становили римо-католики, які розмовляли українською мовою.
У 1975—1998 роках село належало до Холмського воєводства.

## Демографія
Демографічна структура станом на 31 березня 2011 року:
|          | Загалом | Допрацездатний вік | Працездатний вік | Постпрацездатний вік |
| -------- | ------- | ------------------ | ---------------- | -------------------- |
| Чоловіки | 134     | 20                 | 106              | 8                    |
| Жінки    | 117     | 18                 | 73               | 26                   |
| Разом    | 251     | 38                 | 179              | 34                   |